# Госсерсвайлер-Штайн
Госсерсвайлер-Штайн (нем. Gossersweiler-Stein) — община в Германии, в земле Рейнланд-Пфальц. 
Входит в состав района Южный Вайнштрассе. Подчиняется управлению Аннвайлер ам Трифельс.  Население составляет 1422 человека (на 31 декабря 2010 года). Занимает площадь 8,60 км².
Коммуна подразделяется на 2 сельских округа.

## Галерея

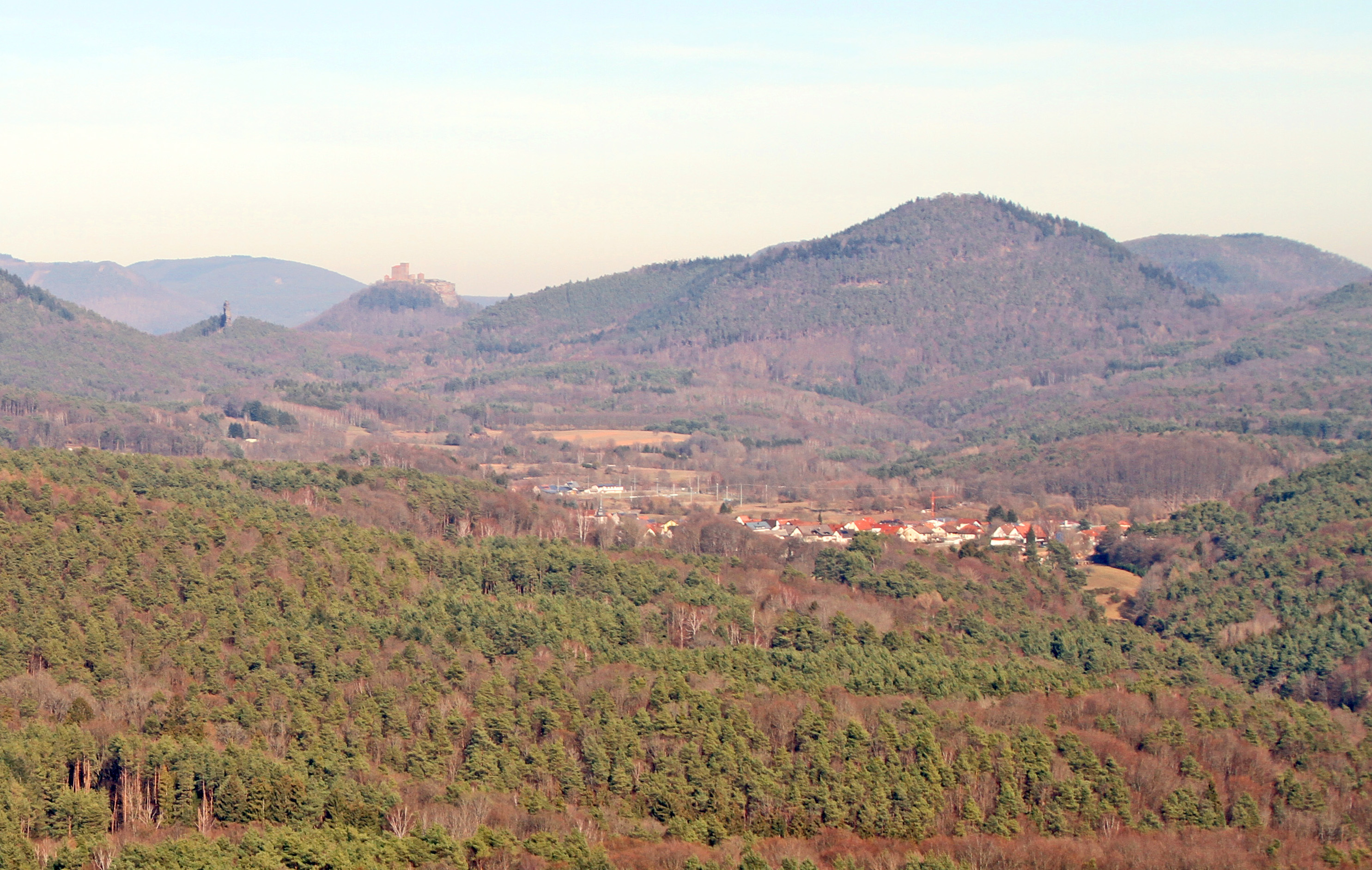
Госсерсвайлер-Штайн
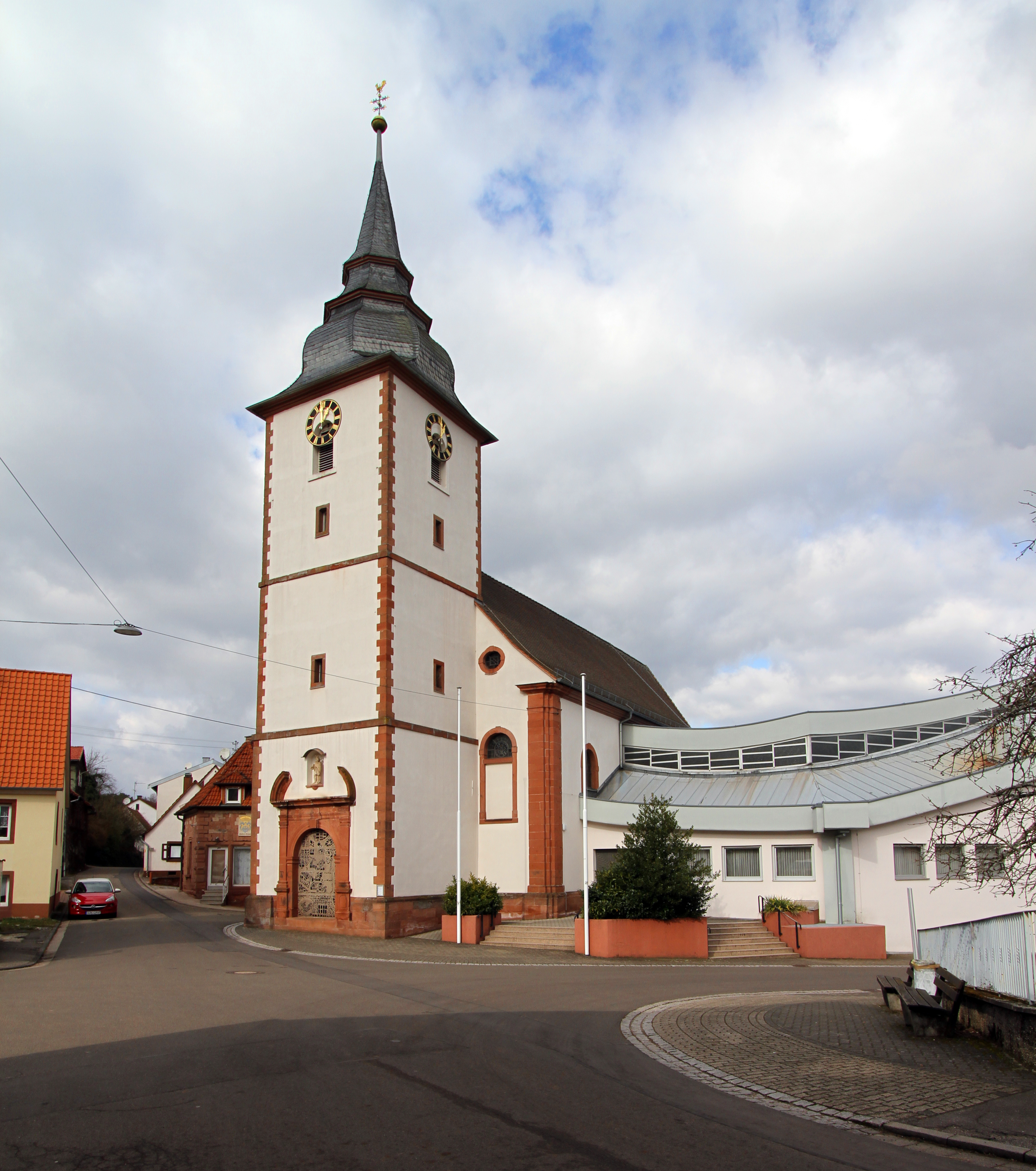
Госсерсвайлер, церковь св. Кириака
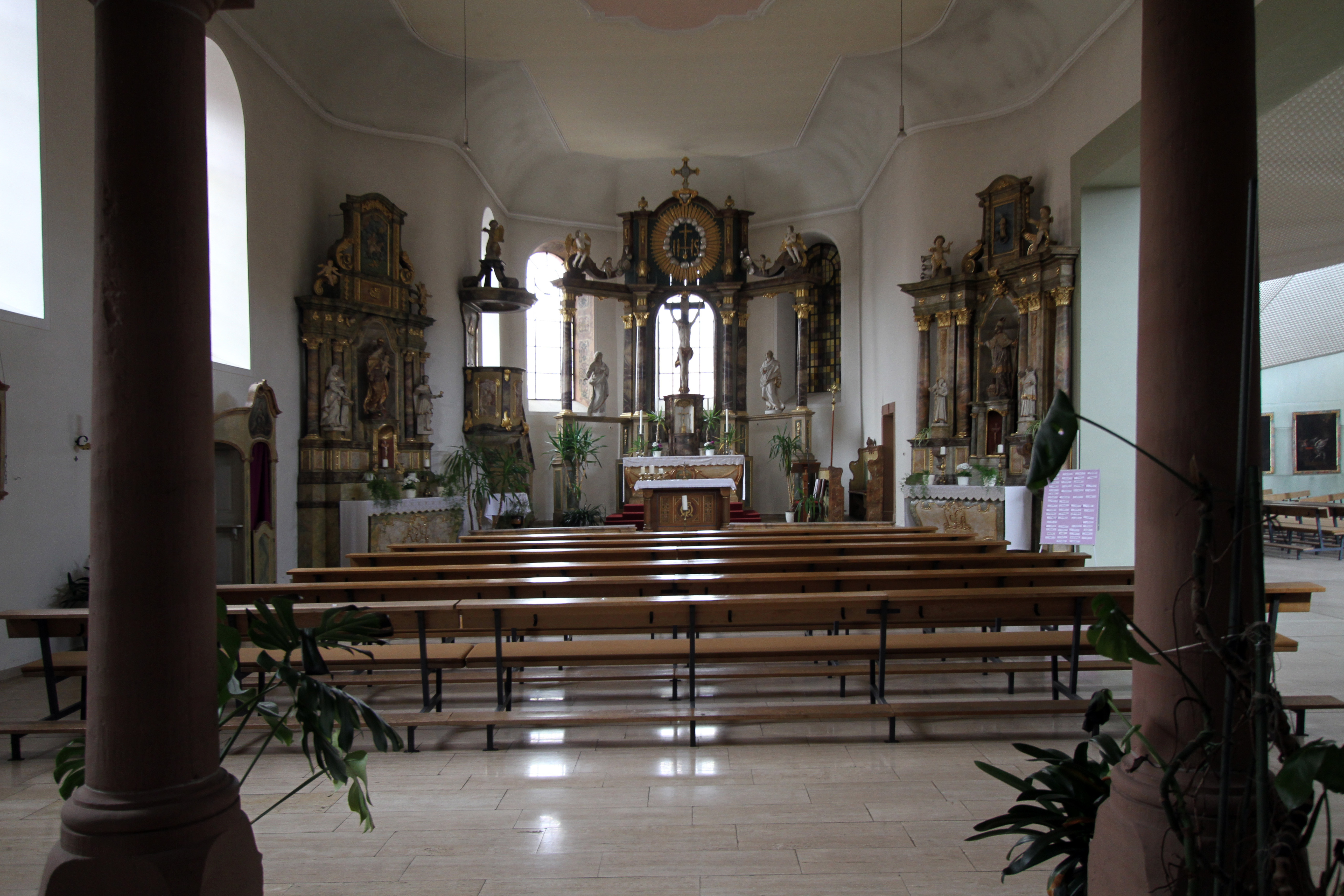
Церковь св. Кириака, внутреннее убранство
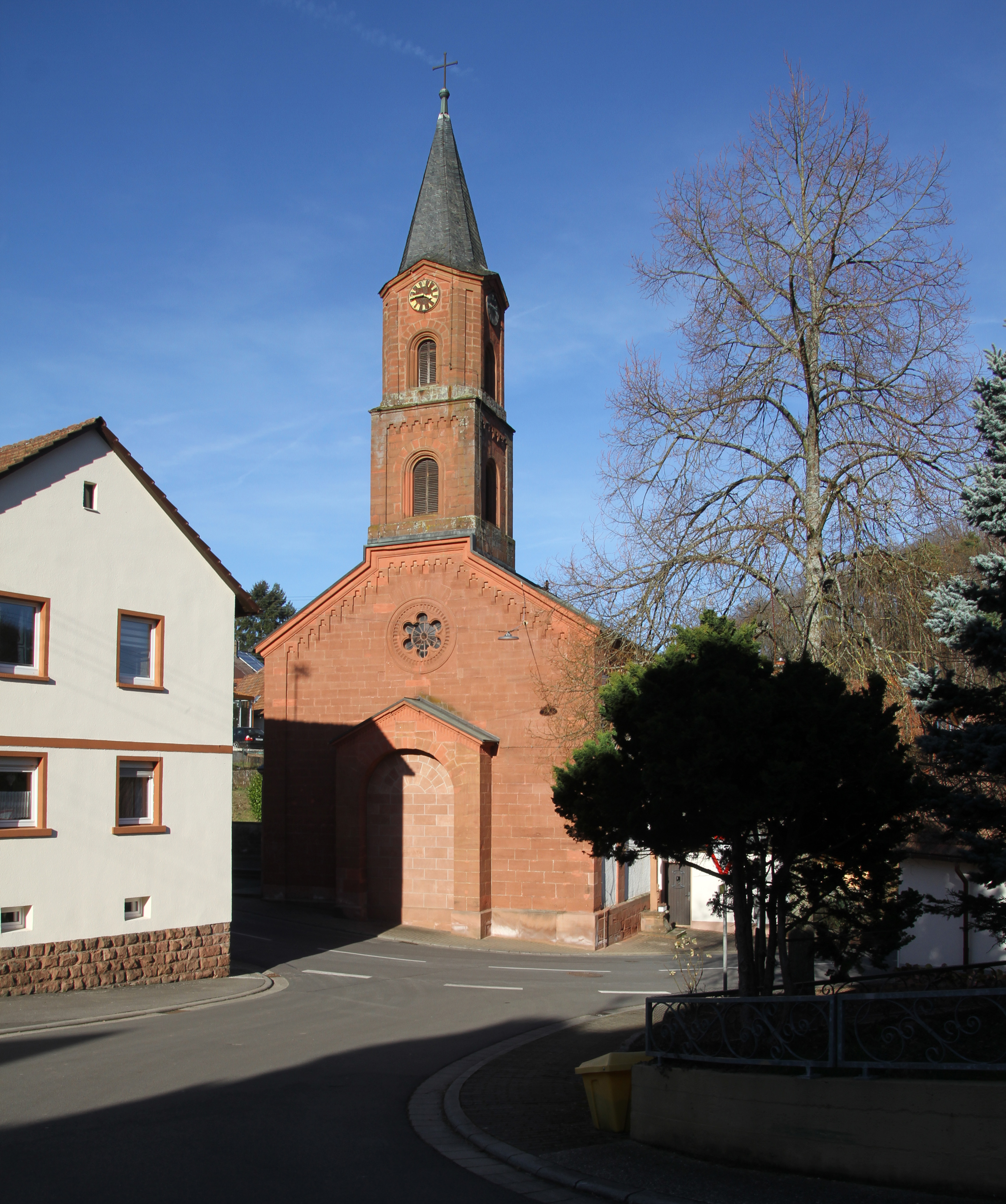
Штайн, церковь св. Мартина
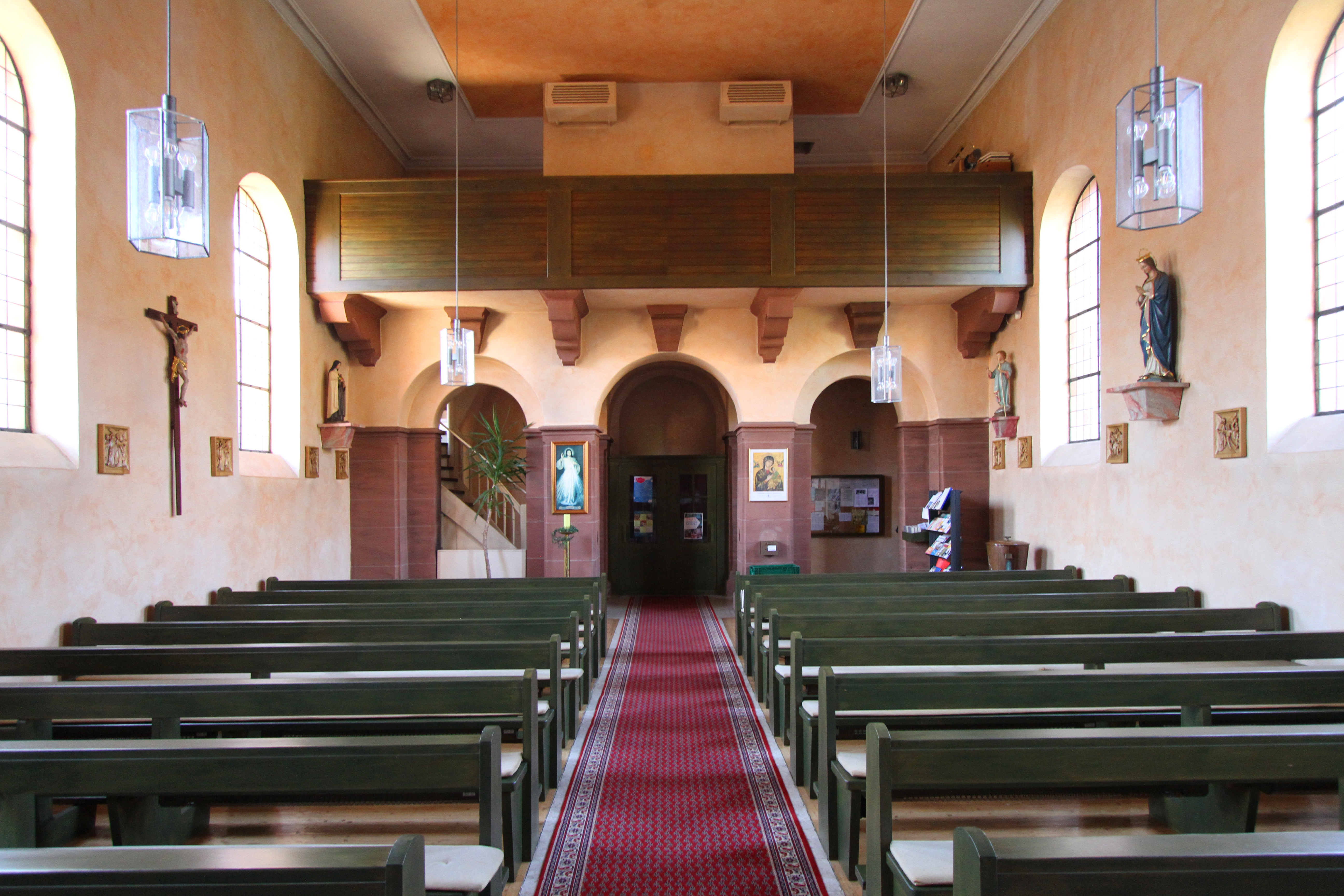
Церковь св. Мартина, вид изнутри